# Hara (Familienname)
Hara (原, はら) ist ein japanischer Familienname.

## Namensträger
- Ayumi Hara (* 1979), japanische Fußballspielerin
- Chūichi Hara (1889–1964), japanischer Admiral
- Daichi Hara (* 1997), japanischer Freestyle-Skier
- Daigo Hara (* 1974), japanischer Freestyle-Skier
- Dairiki Hara (* 1959), japanischer Jazzmusiker
- Fumina Hara (* 1981), japanische Schauspielerin
- Hiromi Hara (* 1958), japanischer Fußballspieler
- Hara Hiromu (1903–1986), japanischer Grafiker und Grafikdesigner
- Hara Hiroshi (Botaniker) (1911–1986), japanischer Botaniker
- Hiroshi Hara (Komponist) (1933–2002), japanischer Komponist
- Hiroshi Hara (Architekt) (1936–2025), japanischer Architekt
- Hara Kanesuke (1885–1962), japanischer Botaniker
- Kazuki Hara (* 1985), japanischer Fußballspieler
- Kazuko Hara (1935–2014), japanische Komponistin
- Keisuke Hara (* 1968), japanischer Mathematiker
- Ken’ya Hara (* 1958), japanischer Grafikdesigner
- Kiyoshi Hara (* 1936), japanischer Keramikkünstler
- Kosuke Hara (* 2005), japanischer Fußballspieler
- Masafumi Hara (* 1943), japanischer Fußballspieler
- Hara Masatane (1531–1575), japanischer Feldherr
- Natsuko Hara (Synchronsprecherin) (* 1988), japanische Synchronsprecherin
- Natsuko Hara (Fußballspielerin) (* 1989), japanische Fußballspielerin
- Natsumi Hara (* 1988), japanische Fußballspielerin
- Nobuki Hara (* 1979), japanischer Fußballspieler
- Nobuo Hara (1926–2021), japanischer Saxophonist und Bandleader
- Ryūta Hara (* 1981), japanischer Fußballspieler
- Setsuko Hara (1920–2015), japanische Schauspielerin
- Hara Shimetarō (1882–1991), japanischer Arzt
- Shoko Hara (* 1988), deutsch-japanische Animationsregisseurin
- Shōta Hara (* 1992), japanischer Sprinter
- Hara Shūjirō (1871–1934), japanischer Politiker
- Taichi Hara (* 1999), japanischer Fußballspieler
- Taira Hara (1943–2006), japanischer Mangaka
- Hara Takashi (1856–1921), japanischer Politiker
- Takuya Hara (* 1983), japanischer Fußballspieler
- Hara Tamiki (1905–1951), japanischer Schriftsteller
- Saori Hara (* 1988), japanische Schauspielerin
- Teruki Hara (* 1998), japanischer Fußballspieler
- Tetsuo Hara (* 1961), japanischer Mangaka
- Hara Yasusaburō (1884–1982), japanischer Geschäftsmann
- Yasuyoshi Hara (* 1952), japanischer Schauspieler und Synchronsprecher
- Yumiko Hara (* 1982), japanische Langstreckenläuferin
- Yūtarō Hara (* 1990), japanischer Fußballspieler
- Yūto Hara (* 1986), japanischer Eishockeyspieler
- Hara Zaimei (1778–1844), japanischer Maler